# Рядовка травнева
Рядківка травнева (Calocybe gambosa) — вид шапинкових грибів роду Калоцибе (Calocybe) родини Ліофілових. Інші назви: травневий гриб, Георгіїв гриб, ліофіл травневий, майка. У Західній Європі гриб збирати починають 23 квітня (День святого Георгія), тому і має назву Георгієв гриб. У Німеччині відомий як Maipilz. 
У 1821 році гриб описаний Елісом Фрізом .

## Будова
Шапка 5-12(15) см у діаметрі, напівсферична, пізніше більш або менш плоскорозпростерта, з хвилястим, іноді лопатеподібним краєм, біла, кремова, рудувата, згодом зрідка сіро-жовтувато-коричнювата, інколи в центрі лілувато-кремова. Рядківка травнева має досить мінливу шапку. Спільним є те, що шапка іноді в центрі має лілово-кремовий колір. Пластинки білі або кремуваті, дуже густі, вузькі. Спори 5-7 × 3,5-4 мкм. Ніжка 6-15 × 1-2(3) см, біла, брудно-біла, іноді кремова, волокниста, щільна. М'якуш білий, щільний, з добре відчутним запахом борошна та приємним смаком.

## Поширення та середовище існування
В Україні поширений на Поліссі та в Лісостепу. Росте у степах, на луках, на пасовищах, вигонах, в лісах на відкритих місцях; часто під деревами та чагарниками родини розові у травні — червні. За межами України цей гриб з’являється у березні в Італії, де тепліший клімат, і є популярним їстівним грибом, відомим під назвою "пруньйоло". Він також користується популярністю на півночі Іспанії та півдні Франції, зокрема в Країні Басків та її околицях, де з’являється у квітні.

## Практичне використання
Добрий їстівний гриб. На Малому Поділлі з нього готують традиційну юшку, смажать. Також губу подають як гарнір до м'ясних страв, маринують, сушать.

## Можна сплутати
Отруйна плютка Патуйара має волокнисту червоно-буру шапинку. На відміну від ліофіла травневого в зрілі гриби мають пластинки рожевого кольору і рожевий споровий порошок.

## Таксономія
Для цього виду грибів зареєстровані наступні синоніми:
1. Agaricus gambosus Fr.
2. Calocybe gambosa (Fr.) Singer
3. Calocybe gambosum (Fr.) Singer
4. Calocybe georgii var. gambosa (Fr.) Kalamees
5. Tricholoma gambosum (Fr.) P. Kumm.
6. Lyophyllum gambosum (Fr.) Singer